# Carl Posse (1719–1791)
Carl Posse, född 29 juni 1719 i Stockholm, död 4 december 1791 på Haga slott, var en svensk greve, militär och hovmarskalk. Han var son till greve Arvid Posse och Hedvig Christina Stenbock samt bror till Fredric Arvidsson Posse.

## Biografi
Carl Posse blev förare vid Livgardet 1724 samt sergeant 1731. Han fick sin officersfullmakt 1733 och utnämndes då till fänrik. 1740 befordrades han till löjtnant samtidigt som han av Fredrik I utnämndes till kammarherre. 1743 blev han överadjutant vid den kring Stockholm kommenderade armén under Hattarnas ryska krig; senare samma år fick han samma befattning vid den i Skåne kommenderade armén. Han utnämndes till stabskapten vid Livgardet 1745, samt därefter till kapten 1747. Posse gifte sig den 18 februari 1748 med Helena Ulrika Falkenberg af Bålby och fick med henne fyra barn. Han tog avsked från krigsmakten 1757.
Han fick av kung Adolf Fredrik hovmarskalks titel 1764.

### Grevlig titel
Greve till Haga, Herre till Grönsöö, Utö, Arnöberg och Marby samt Herre till Enbåga.

## Utmärkelser
- Riddare av Svärdsorden - 1749